# Moravia (New York)
Pour les articles homonymes, voir Moravia.
Moravia est une ville du comté de Cayuga, dans l'État de New York aux États-Unis.
Millard Fillmore, président des États-Unis, est né à l’est du village de Moravie et marié dans le village.